# Хуан Хосе Муньянте
Хуан Хосе Муньянте (ісп. Juan José Muñante, 12 червня 1948, Піско — 23 квітня 2019, Маямі) — перуанський футболіст, що грав на позиції півзахисника.
Виступав, зокрема, за «Універсітаріо» та «УНАМ Пумас», а також національну збірну Перу.

## Клубна кар'єра
У дорослому футболі дебютував 1967 року виступами за команду «Спорт Бойз», в якій провів два сезони. У 1969 році він перейшов до столичного «Універсітаріо де Депортес», з яким виграв чемпіонат Перу в 1969 та 1971 роках. Крім того 1972 року Муньянте вийшов з командою у фінал Кубка Лібертадорес, вперше в історії перуанського футболу.
Згодом з 1973 по 1975 рік грав у складі мексиканської команди «Атлетіко Еспаньйол», після чого перейшов у інший місцевий клуб, «УНАМ Пумас». Муньянте відіграв за команду з Мехіко наступні п'ять сезонів своєї ігрової кар'єри і протягом цих років виборов титул чемпіона Мексики у сезоні 1976/77.
Надалі протягом 1980—1982 років захищав кольори іншого місцевого клубу «Тампіко Мадеро», а потім повернувся до Перу, де і завершив кар'єру, після нетривалих виступів за «Універсітаріо де Депортес» тв «Спорт Бойз» у 1983 році.

## Виступи за збірну
28 липня 1967 року дебютував в офіційних іграх у складі національної збірної Перу в товариському матчі проти Уругваю (0:1).
У складі збірної був учасником чемпіонату світу 1978 року в Аргентині, де зіграв у всіх шести іграх, а його команда не змогла подолати другий груповий етап.
Загалом протягом кар'єри у національній команді, яка тривала 12 років, провів у її формі 48 матчів, забивши 6 голів.
Помер 23 квітня 2019 року від раку легенів у американському штаті Флорида у віці 70 років.

## Титули і досягнення
- Чемпіон Перу (2):

«Універсітаріо де Депортес»: 1969, 1971
- Чемпіон Мексики (2):

«УНАМ Пумас»: 1976/77